# Пробужденье (Херсонская область)
Пробужденье (укр. Пробудження) — село в Генической городской общине Генического района Херсонской области Украины.
Население по переписи 2001 года составляло 116 человек. Почтовый индекс — 75512. Телефонный код — 5534. Код КОАТУУ — 6522182004.

## Местный совет
75523, Херсонская обл., Генический р-н, с. Новоивановка